# Бернард, Матвей Иванович
Матвей Иванович Бернард (1794—1871) — российский композитор, пианист, дирижёр, музыкальный педагог и издатель; основатель крупнейшей в Российской империи издательской музыкальной фирмы.

## Биография
Матвей Бернард родился в 1794 году в Курляндии, которая вскоре после его рождения стала Курляндской губернией Российской империи. Учился игре на фортепиано у ирландского композитора Джона Филда и в совершенстве освоил достоинства его метода обучения, так что считался впоследствии лучшим фортепианным учителем.
Деятельность он начал в Москве, где занимался преподаванием музыки, изредка выступая и в концертах; некоторое время был капельмейстером оркестра графа Потоцкого, затем с 1822 года поселился в Санкт-Петербурге, где давал уроки музыки.
В 1829 году Матвей Иванович Бернард приобрёл у Дальмаса и открыл музыкально-издательскую фирму и скромный музыкальный магазин в Петербурге, которые постепенно существенно расширились.
Бернард написал множество романсов и фортепьянных пьес; некоторые его композиции получили известность за границей и были награждены премиями и почетными отзывами иностранных консерваторий. Им написана также опера «Ольга, дочь изгнанника» (либо «Ольга сирота, или дочь изгнанника»), которая, впрочем, продержалась на сцене недолго.
В 1840 году М. И. Бернард основал музыкальный нотный ежемесячный журнал для фортепиано «Нувеллист», который занял вполне прочное положение в издательской среде и просуществовал 66 лет.
В последние годы жизни Бернард составлял и издавал музыкальные пьесы для первоначального обучения детей раннего возраста, например «L’enfant pianiste», «Птички певчие», «Собрание песенок» и др. Этими изданиями Бернард способствовал искоренению сухих, рутинных приемов, господствовавших в средних семьях при обучении детей игре на фортепиано. Фирма Бернарда заслужила почётную славу своей добросовестностью и получила весьма широкую известность как в России, так и за границей.
В музыкальном мире Бернард пользовался симпатиями за свое теплое участие к судьбе артистов.
Матвей Иванович Бернард умер 27 апреля 1871 года в Санкт-Петербурге, где и похоронен на Смоленском лютеранском кладбище.
Его младший брат Александр (1816—1901) также посвятил свою жизнь музыке: как и брат, брал уроки у Филда, был редактором журнала «Нувеллист», тоже стал весьма востребованным музыкальным педагогом и сделал себе имя как композитор (издал много салонных пьес для фортепьяно и транскрипций).

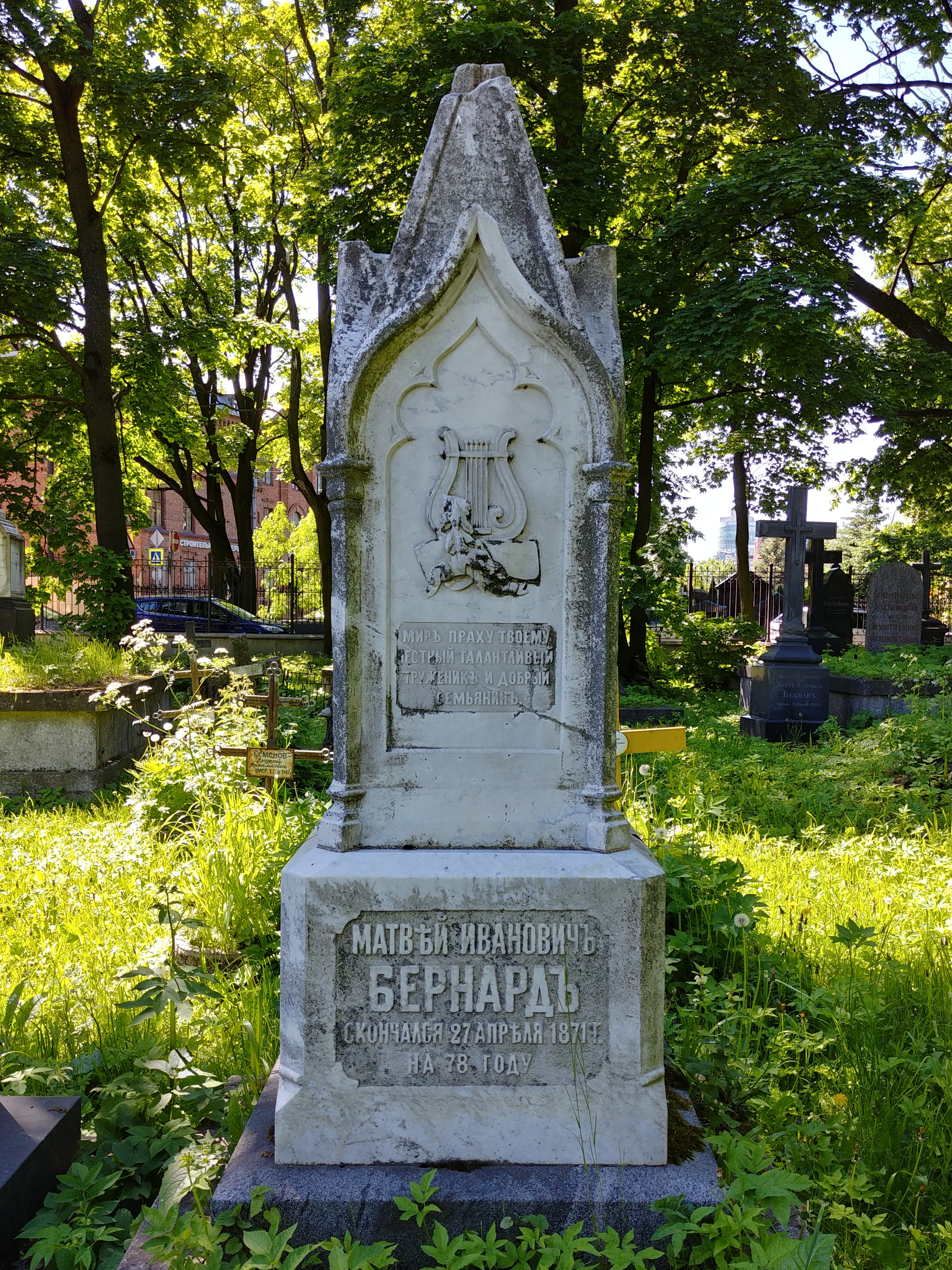
Могила Матвея Ивановича Бернарда на Смоленском лютеранском кладбище в Санкт-Петербурге

Николай Матвеевич Бернард (1843—1905), сын Матвея Ивановича, стал последним владельцем издательской фирмы Бернарда, которая прекратила деятельность в 1885 году. Редактировал литературный отдел в «Нувеллисте».